# ميخائيل سان نيكولا
ميخائيل سان نيكولا (بالإنجليزية: Michael San Nicolas)‏ هو سياسي أمريكي، ولد في 30 يناير 1981 في الولايات المتحدة. حزبياً، نشط في الحزب الديمقراطي. وقد انتخب عضو مجلس النواب الأمريكي (3 يناير 2019 – ) وانتخب عضو الهيئة التشريعية في غوام ‏.

## وصلات خارجية
- الموقع الرسمي